# Sebastian Brendel
Sebastian Brendel (n. 12 martie 1988, Schwedt/Oder, Republica Democrată Germană) este un canoist ce a reprezentat Germania, medaliat olimpic. A participat la 3 ediții ale Jocurilor Olimpice (2012, 2016, 2020) în care a câștigat o medalie de aur.